# سليمان باشا أبو ليلة
سليمان باشا أبو ليلة (1694 - 1762 ) من أشهر الولاة العثمانين وهو من مماليك العراق، كانت سنوات حكمه بين 1749-1762 ، زوج عادلة خاتون ، حكيت عنه القصص الشعبية الكثيرة وألفت حوله الأساطير لما كان له من صيت وسمعة بين العراقيين.

## سيرته

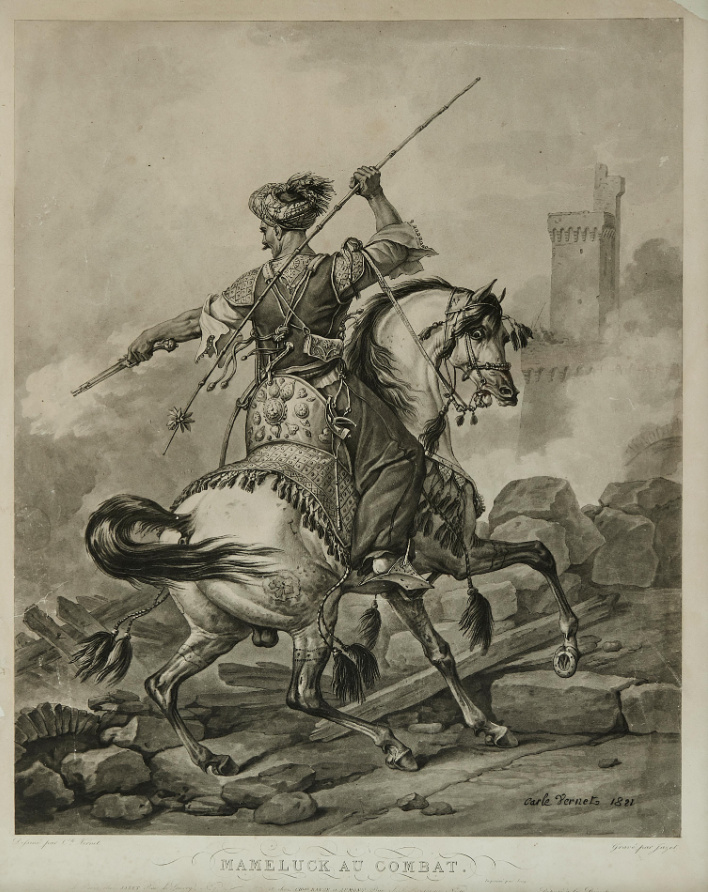
سليمان باشا أبو ليلة

إن أول من عني باستجلاب المماليك في العراق هو الوالي العثماني حسن باشا فقد أراد هذا الوالي بعد أن فسد نظام الانكشارية  أن يجعل لنفسه جندا مختصين به يستعين بهم ويتعصبون له فأرسل إلى بلاد القفقاس من يأتي إليه بالصبيان. وكانت أسواق مدينة تفليس آنذاك زاخرة بالصبيان المعروضين للبيع. فأسس حسن باشا في بغداد دائرة خاصة اسمها إيج دائرة سي أي دائرة الداخل ومهمتها هي الإشراف على شراء المماليك من تلك البلاد وتدريبهم. وعندما تولى الحكم من بعده ابنه أحمد باشا زاد من استجلاب المماليك والعناية بهم حتى أصبحوا قوة لا يستهان بها، وبعد وفاة الوالي أحمد باشا تمكن المماليك من أن يفرضوا إرادتهم على الدولة العثمانية. ونصبوا أحدهم وهو سليمان باشا (أبو ليلة) واليا على العراق في سنة 1749م، خلفاً لوالي بغداد الصدر الأسبق محمد باشا الترياقي.
لقد كان سليمان باشا المكنى بأبو ليلة، أول مملوك يتولى الولاية، وذلك في سنة 1749م إثر فتنة طاحنة قام بها الأنكشاريون في بغداد، حيث ضربوا مبنى السراي العثماني بوابل من القنابل واستمرت الفتنة ثلاثة أيام مما جعل الوالي العثماني يفر من بغداد فاضطرت الدولة العثمانية إلى تعيين سليمان باشا واليا بدلا عنه. ودام حكم سليمان باشا حوالي ثلاثة عشر عاما، وقد سمي سليمان باشا بأبو ليلة وذلك لتخفيه في الليل وخروجه. توفي سليمان باشا في سنة 1762م إثر مرض لازمه طوال ستة أشهر. بعد وفاته كان سبعة رجال مرشحين لخلافته وكانوا كلهم من المماليك وكاد الأمر ان يتحول إلى حرب بين المرشحين السبعة وتدخل العلماء والأعيان بغية تسكين الفتنة. عندها استقر الرأي من أن يكتب بأسماء المرشحين السبعة إلى إسطنبول لاجل اختيار أحدهم للولاية بعدها عاد الجواب من إسطنبول باختيار السلطان العثماني لمتسلم البصرة علي باشا. لم يكن علي باشا من أصول قفقاسية أو جورجية كسائر المماليك الموجودين بل كان من أصول فارسية. مما جعلهم يحيكون المؤمرات عليه. فخلع من منصبه بعد سنتين من توليه المنصب إثر ثورة مضادة بقيادة عمر باشا والذي كان هو عديل سليمان باشا وفي نفس الوقت كان أحد المرشحين السبعة لخلافة سليمان باشا (أبو ليلة) وعلى إثر ذلك اجتمع علماء بغداد واعيانها وكتبوا عريضة للسلطان العثماني يسترحمون بتولي عمر باشا واليا عليهم وإن علي باشا كان يريد تسليم العراق لبلاد فارس. فجاء الفرمان من إسطنبول يقر عمر باشا واليا على بغداد أما علي باشا فقد هرب من السراي متنكرا بزي إمراة والتجأ دخيلا لأحد الدور المجاورة ولكن صاحب الدار أخبر عنه السلطات فألقي القبض عليه ومن ثم قتل. بدأ عمر باشا بعد توليه منصب الوالي بالقضاء على ثورات العشائر والتي كانت تمثل تهديدا حقيقيا للدولة منها ثورة شيخ الخزاعل حمود الحمد والذي أسس كيان عشائري مستقل عن كيان الدولة بمنطقة الفرات الأوسط. حيث استطاع القضاء عليه وكما قام بالقضاء على ثورتي عشائر المنتفق وعشائر العبيد على التوالي. في سنة 1772م انتشر مرض الطاعون في بغداد. وأخذ المرض يفتك بالسكان ويحصد أرواحهم في بغداد، فانتهزت بعض العشائر ذلك وبدأت عمليات السلب والنهب والتخريب في المدينة المنكوبة بالمرض وقد استمر الحال حتى بعد زوال المرض. إذ لم يكن يوجد في الولاية من الجنود ما يكفي لحماية المدينة وحفظ الأمن وإعادة النظام إلى نصابه.

## معارك المحلات
في عهد المماليك جرت العادة إنه حين ينشب نزاع ما بين فريقين منهم على الحكم تنتقل عدوى النزاع إلى سكان بغداد. فكل فريق من المماليك كان يستنجد عند حصول النزاع بحلفائه من رؤساء المحلات البغدادية.ويرجع سبب انتقال حمى النزاع ما بين المماليك إلى محلات بغداد واصطفاف كل محلة خلف أحد الفريقين المتصارعين إلى أن المماليك انفسهم نشأوا منذ طفولتهم في محلات بغداد. وبذلك كانوا يختلفون عمن سبقهم من الولاة العثمانيين إن المماليك كانوا يعتبرون أنفسهم من سكان بغداد بحكم نشأتهم فيها.

## أسماء حكام المماليك في العراق
| الاسم                        | فترة حكمه |
| ---------------------------- | --------- |
| سليمان باشا (أبو ليلة)       | 1762-1749 |
| علي باشا(علي الأول)          | 1764-1762 |
| عمر باشا                     | 1776-1764 |
| مصطفى باشا الأسبيناخجي       | 1776-1776 |
| عبدي باشا                    | 1776-1776 |
| عبد الله باشا                | 1777-1776 |
| حسن باشا الكركوكلي           | 1779-1778 |
| سليمان الكبير                | 1802-1780 |
| علي باشا الكهية (علي الثاني) | 1807-1802 |
| سليمان الصغير                | 1810-1807 |
| عبد الله آغا التوتونجي       | 1813-1810 |
| سعيد باشا                    | 1817-1813 |
| داود باشا                    | 1831-1817 |